# Nikołaj Budaszkin

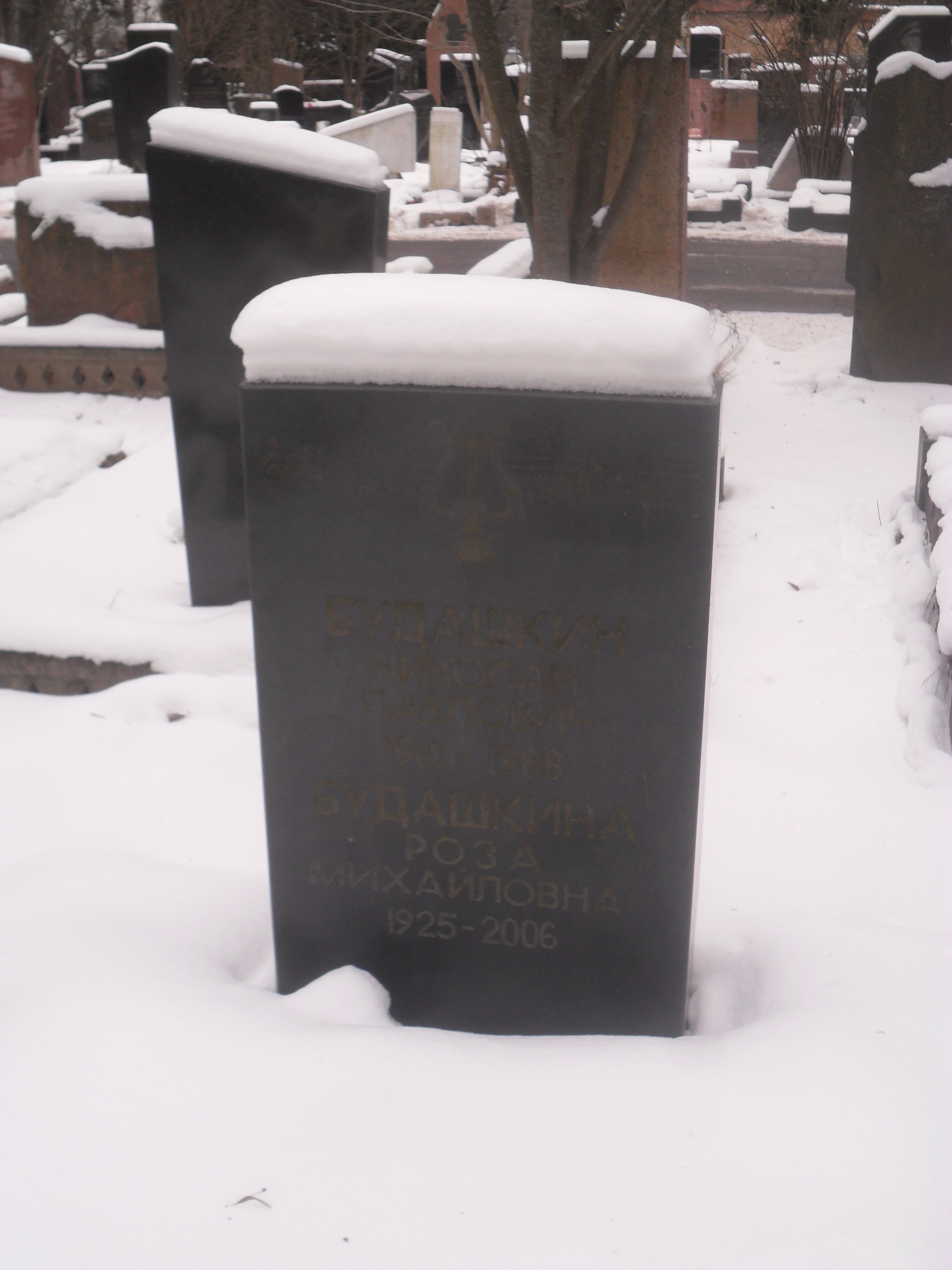
Grób Nikołaja Budaszkina na Cmentarzu Kuncewskim w Moskwie.

Nikołaj Pawłowicz Budaszkin  (ros. Николай Павлович Буда́шкин; ur. 24 lipca?/6 sierpnia 1910 w Mosalskim rajonie, (obwód kałuski), zm. 31 stycznia 1988 w Moskwie) – radziecki kompozytor muzyki poważnej i filmowej.
Ludowy Artysta RFSRR (1976), laureat dwóch Nagród Stalinowskich (1947, 1949). Pochowany na Cmentarzu Kuncewskim w Moskwie.

## Muzyka filmowa

### filmy fabularne
- 1951 — Wiejski lekarz (Сельский врач)
- 1953 — Свадьба с приданым
- 1953 — Случай в тайге
- 1964 — Dziadek Mróz (Морозко)
- 1968 — Ogień, woda i miedziane trąby (Огонь, вода и... медные трубы)
- 1971 — Смертный враг
- 1972 — Светит, да не греет

### filmy animowane
- 1938 — Маленький-удаленький
- 1952 — Szkarłatny kwiat (Аленький цветочек)
- 1954 — Słomiany byczek (Соломенный бычок)
- 1956 — Чудесный колодец
- 1957 — Воплощённая мечта
- 1960 — Машенька и медведь